# Alden Sanborn
Alden Ream Sanborn, ameriški veslač, * 22. maj 1899, † 1. december 1991.
Sanborn je za ZDA nastopil na Poletnih olimpijskih igrah 1920 v Antwerpnu, kjer je v osmercu osvojil zlato medaljo.